# 문선용
문선용(1984년 1월 20일 ~ )은 대한민국의 배우이다.

## 학력
- 서울대학교 환경대학원

## 출연작

### 영화
- 《잔칫날》 (2020년) - 경만 친구 성철 역
- 《안내견》 (2016년) - 리광 역
- 《3cm》 (2016년)
- 《코알라》 (2013년) - 상준 역

### 드라마
- 〈본 대로 말하라〉 (OCN, 2020년) - 젊은 김상길 역

## 수상
- 2016년 한국 영화를 빛낸 스타상 단편 신인배우상